# Coniogramme robusta
Coniogramme robusta là một loài thực vật có mạch trong họ Adiantaceae. Loài này được (H. Christ) H. Christ miêu tả khoa học đầu tiên năm 1909.